# San Martino in Strada
San Martino in Strada (en llombard lodigiano: San Martin) és una comune (municipi) de la província de Lodi a la regió italiana de la Llombardia, situat a uns 40 quilòmetres al sud-est de Milà i a uns 7 quilòmetres al sud-est de Lodi.
San Martino in Strada limita amb els municipis següents: Lodi, Corte Palasio, Cavenago d'Adda, Cornegliano Laudense, Massalengo i Ossago Lodigiano.